# Vibhajjavada
Vibhajjavāda – (pali. Vibhajja - analiza + vada - nauka, szkoła, doktryna). Całą nazwę można rozumieć jako "nauka analizy" lub jako "szkoła analizy". To zbiorcza nazwa buddyjskich szkół promujących analizę jako podstawowe narzędzie rozwijania wglądu. Zwano ich także "Rozróżniającymi".
Podczas III soboru w Pataliputrze (dzisiaj Patna) w 250 roku p.n.e., wszystkie ortodoksyjne szkoły, które w tym czasie były podszkołami sthaviravādy, zostały przegrupowane w tę nową szkołę. Później owe grupy ponownie podzieliły się za panowania króla Aśoki. 
Szkoły vibhajjavādy głosiły, iż pierwszy krok do wglądu musi być uczyniony poprzez własne doświadczenie, krytyczne badanie i rozumowanie zamiast ślepej wiary. Uważały, że dharmy są scharakteryzowane doświadczalnie (tradycyjny pogląd). Nirwana jest wyjątkową nieuwarunkowaną dharmą. Cztery Szlachetne Prawdy są zawarte w jednej koncepcji - skoro pierwsza prawda to dukkha (cierpienie) a trzecia to nirwana, to świat dukkhy nie może być ostatecznie inny od nirwany. Nirwana nie posiada czasowych i przestrzennych związków z czymkolwiek. Zawsze można jej doświadczyć. Kiedy jest doświadczana, uwarunkowane dharmy zmierzają do swego końca, co udowadnia, że nie są one ostatecznie prawdziwe. "Własna natura" dharm nie oznacza, iż są one nieuwarunkowaną esencją. To przetrwało do dzisiaj w naukach theravady.
Szkoła ta wraz z kanonem palijskim została wprowadzona na Sri Lankę przez czcigodnego Mahindę, syna króla Aśoki. Vibhajjavāda jest bezpośrednim przodkiem theravady.